# Kleszczówka
Kleszczówka is een plaats in het Poolse district  Rycki, woiwodschap Lublin. De plaats maakt deel uit van de gemeente Ryki en telt 300 inwoners.